# VW Touran II
| Sterne im Euro NCAP-Crashtest (2015) | 5 Sterne im Euro-NCAP-Crashtest |

| Sterne im Euro NCAP-Crashtest (2022) | 4 Sterne im Euro-NCAP-Crashtest |

Der VW Touran II ist ein Kompaktvan von Volkswagen. Er basiert wie auch der Golf VII auf dem Modularen Querbaukasten (MQB). Offiziell präsentiert wurde der neue Touran auf dem Genfer Auto-Salon im März 2015. Am 26. Mai 2015 war der Produktionsstart im Werk Wolfsburg.
Der Touran II ist in Deutschland seit April 2015 bestellbar. Die ersten Fahrzeuge wurden im September 2015 ausgeliefert. Bei Markteinführung war der Touran II zu einem Listenpreis ab 23.350 € erhältlich (Trendline 1.2 TSI mit 81 kW/110 PS). Aktuell (Stand 2. November 2024) beginnen die Listenpreise bei 40.445 € (Comfortline 1.5 TSI mit 110 kW/150 PS). Im Jahr 2022 wurden 14.666 Fahrzeuge in Deutschland neu zugelassen, damit erreichte der Touran Platz 66 der Zulassungsstatistik. 2016 waren es noch 52.560 Exemplare, womit Platz 11 der Zulassungsstatistik erreicht wurde. Viele andere Hersteller haben sich mittlerweile aus dem Segment zurückgezogen. So wurden 2019 die Konkurrenten Ford C-Max und Opel Zafira eingestellt.

## Allgemeine Beschreibung
Der Touran II ist etwa 13 cm länger und 3 cm breiter als das Vorgängermodell Touran I, was vor allem dem Innenraum zugutekommt. Er verfügt in der zweiten Sitzreihe über drei Einzelsitze, die alle für die Aufnahme eines Kindersitzes geeignet sind, und eine Innenbreite von 1518 mm. Eine dritte Sitzreihe ist optional erhältlich. Das Kofferraumvolumen beträgt beim 5-Sitzer-Modell 743 Liter, mit vollständig nach vorne verschobener zweiter Sitzreihe 834 Liter, bei umgeklappten Rücksitzen sind es 1980 Liter. Beim 7-Sitzer kann bei aufgestellter dritter Sitzreihe dahinter Gepäck mit 137 Liter Volumen verstaut werden; ist die dritte Sitzreihe im Boden versenkt, so beträgt das Kofferraumvolumen 633 Liter. Wird zudem die zweite Sitzreihe eingeklappt, erhält man ein Stauvolumen von 1857 Litern.
Das Angebot an Fahrerassistenzsystemen wurde gegenüber dem Vorgängermodell ausgebaut. Erhältlich sind beispielsweise ACC (adaptive Geschwindigkeitsregelung), Spurwechselassistent, „Blind-Spot-Sensor mit Ausparkassistent“, Parklenkassistent, Multikollisionsbremse und ein Anhänger-Rangierassistent. Seit dem Modelljahr 2023 gibt es im Touran auch den „Travel Assist“, der für den Fahrzeugführenden das Gas geben, Abstand halten zum vorausfahrenden Fahrzeug sowie Fahrspur halten und wechseln übernehmen kann. Außerdem gibt es eine zubuchbare elektrische Heckklappenöffnungsfunktion, die man per Taste im Cockpit, per Taste auf dem Schlüssel, an der Heckklappe selber oder optional per Fußbewegung unter dem hinteren Stoßfänger auslösen kann.
Zum Modelljahr 2021 wurden die angebotene Motoren durch solche ersetzt, die die Abgasnorm Euro 6d erfüllen und die Radio- und Navigationsgeräte wurden auf die neue Generation umgestellt, wie sie auch im VW Golf VIII verwendet werden. Zudem war nun optional ein digitales Cockpit erhältlich, das seit dem Modelljahr 2023 in der Basisversion zur Serienausstattung gehört. Ab dem Modelljahr 2022 befindet sich die Modellbezeichnung auf der Heckklappe analog zu den übrigen VW-Modellen groß und mittig unterhalb des VW-Logos. Seit dem Modelljahr 2023 erfolgt die Temperaturregelung der Klimaautomatik über beleuchtete Slider anstelle der bisherigen Drehschalter.

## Ausstattungslinien
Ursprünglich wurden für den Touran drei Ausstattungslinien angeboten. Der Trendline kann in Deutschland seit Sommer 2019 nicht mehr bestellt werden, seit 2022 auch nicht mehr in anderen Ländern. Äußerlich erkennbar ist der Trendline am Kühlergrill bei dem nur die untere Lamelle eine Chromleiste besitzt. Dachreling und Leichtmetallräder sind nur gegen Aufpreis erhältlich. Diese gehören bei der nächsthöheren Ausstattungsvariante Comfortline zur Serienausstattung. Basierend auf dem Comfortline wurden und werden in Deutschland die Sondermodelle Sound (2017), Join (2018), IQ.Drive (2019), United (2020), Active (2021) und Move (ab Ende 2022) mit einer umfangreicheren Serienausstattung angeboten. Die höchste Ausstattungslinie Highline verfügt serienmäßig u. a. über LED-Scheinwerfer, silber eloxierte Dachreling und Chromumrandung der Seitenfenster.

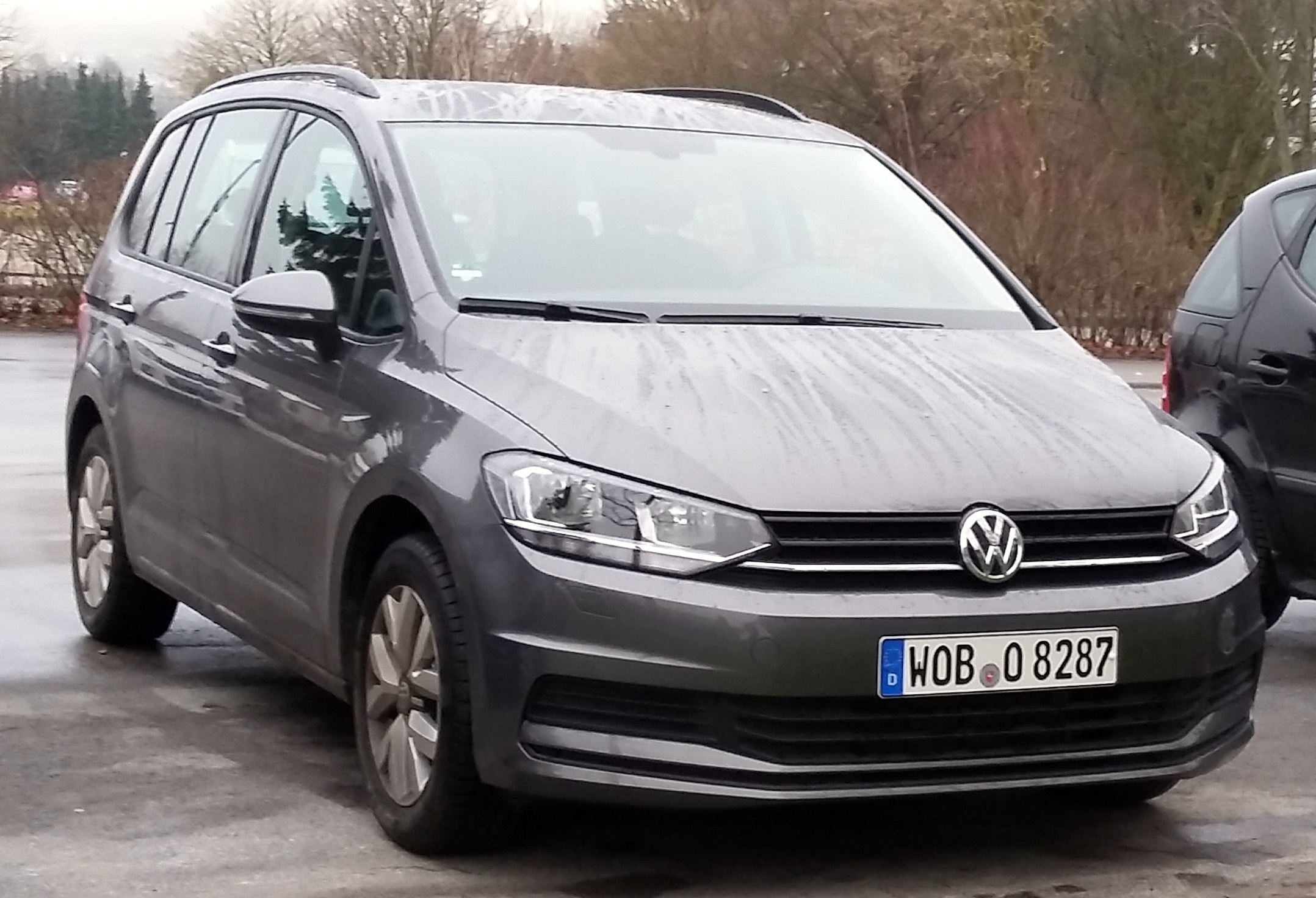
Touran Trendline
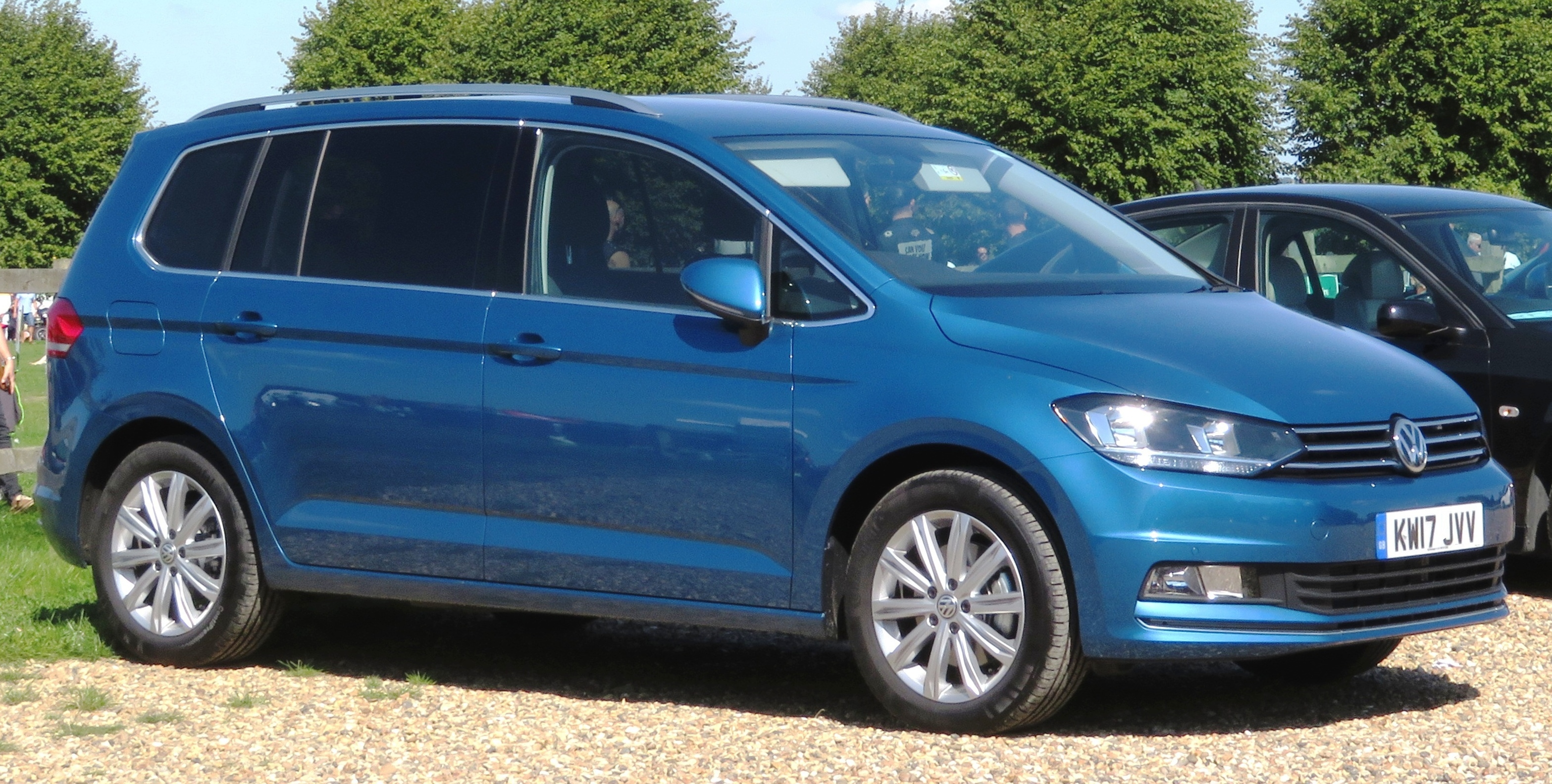
Touran Highline
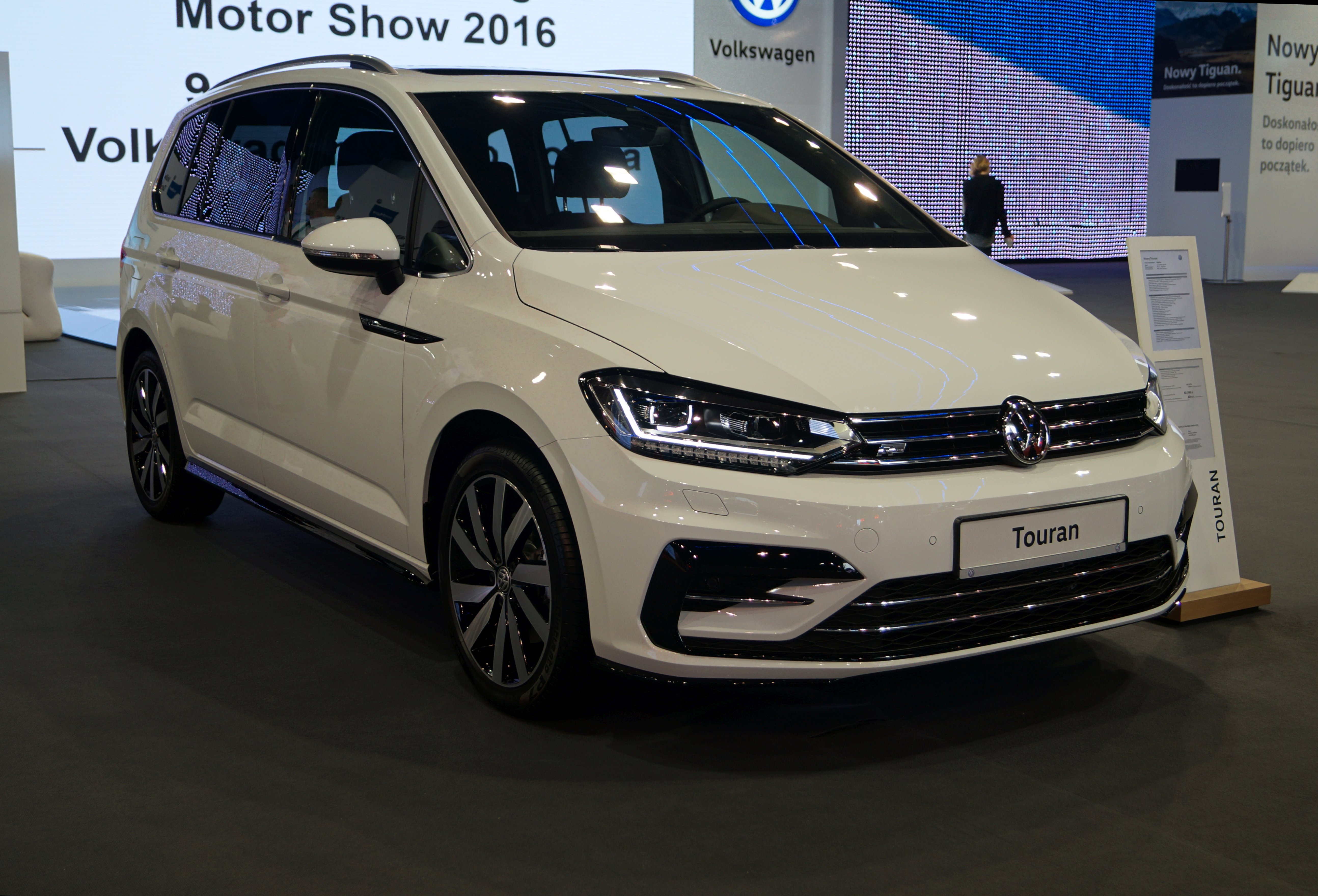
Touran mit R-Line Exterieur
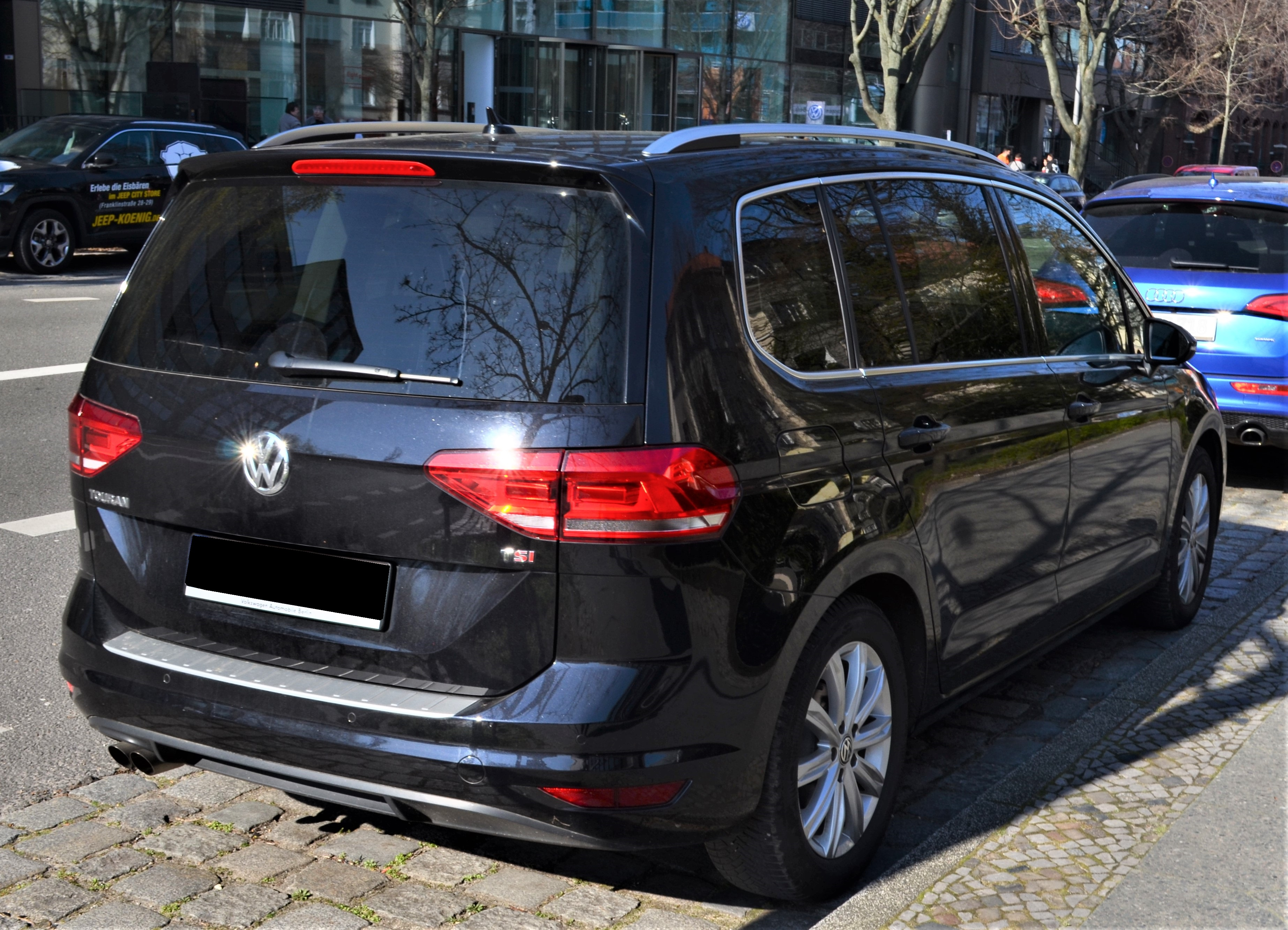
Touran Heckansicht (2015–2021)

## Lackierungen

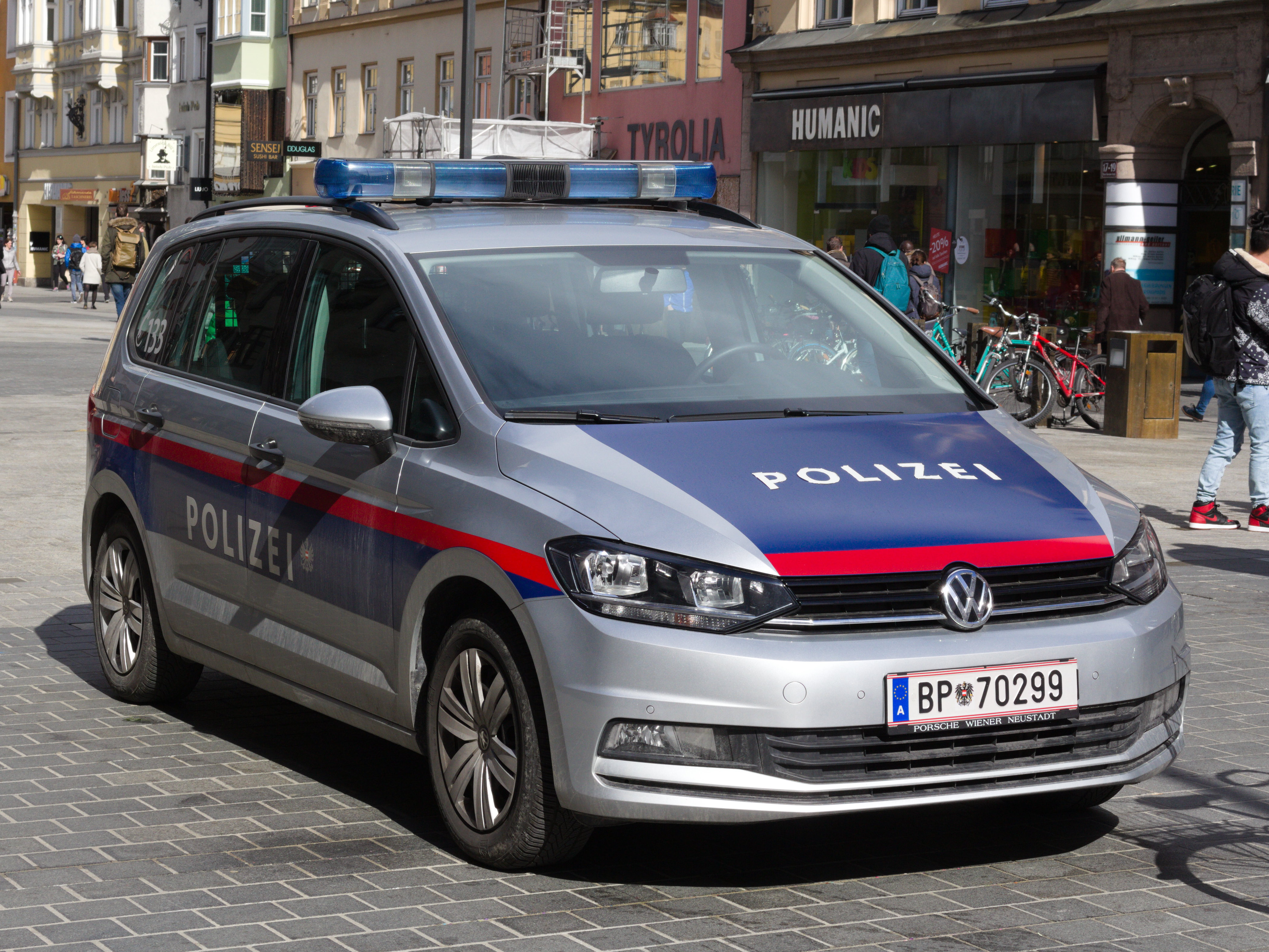
Die österreichische Polizei setzt bundesweit u. a. VW Touran (Trendline) als Streifenwagen ein

Der Touran II wurde und wird in den Uni-Lackierungen Uranograu, Pure White, den Metallic-Lackierungen Atlantic Blue, Carribean Blue (bis 2022), Reflexsilber (bis 2022), Pepper Grey (bis 2016), Nutshell Brown (bis 2018), Titanium Beige (bis 2019), Indium Grau (2016–2020), Habanero Orange (2016–2018), White Silver (2017–2018), Crimson Red (2017–2019), Petroleum Blue (nur IQ.Drive 2019), Delfingrau (ab 2020), Kings Red (2021–2022), Ivory Silver (ab 2022), der Perleffekt-Lackierung Deep Black und der Perlmutteffekt-Lackierung Oryxweiß (ab 2016) angeboten.

## Technische Daten
Die Basismotorisierung bildete zur Markteinführung der 1,2-Liter-TSI-Motor mit einer Maximalleistung von 81 kW (110 PS).
Ab Produktstart ergänzten zwei weitere Ottomotoren mit 1,4 Litern Hubraum und 110 kW (150 PS) bzw. 1,8 Litern Hubraum mit 132 kW (180 PS) das Angebot an Benzinmotoren.
Bei den Dieselmotoren gab es bei Markteinführung als Basismotor einen 1,6-Liter-TDI-Motor mit einer Maximalleistung von 81 kW (110 PS). Daneben stehen zwei weitere Dieselmotoren mit 2,0 Litern Hubraum und einer Maximalleistung von 110 kW (150 PS) bzw. 140 kW (190 PS) zur Verfügung.
Im Jahr 2016 wurde das Leistungsvermögen des kleinsten Dieselmotors auf 85 kW (115 PS) erhöht. Seit 08/2019 beträgt der Hubraum dieses Dieselmotors ebenfalls 2,0 Liter.
Mit dem Modelljahr 2019 (ab Juli 2018) entfällt der stärkste Benzinmotor; die 1,2- und 1,4-Liter-TSI-Motoren wurden durch 1,0- und 1,5-Liter-TSI mit Ottopartikelfilter ersetzt. Zum Modelljahr 2020 entfiel dann der 1,0-Liter-TSI-Motor, so dass nur noch ein Benzinmotor angeboten wird.

### Ottomotoren
| | 1.0 TSI OPF                           | 1.2 TSI                               | 1.4 TSI                               | 1.5 TSI OPF                           | 1.5 TSI OPF                           | 1.5 TSI OPF                           | 1.8 TSI                               |
| --- | ------------------------------------- | ------------------------------------- | ------------------------------------- | ------------------------------------- | ------------------------------------- | ------------------------------------- | ------------------------------------- |
| Bauzeitraum | 01/2019–07/2019                       | 05/2015–08/2018                       | 05/2015–08/2018                       | 11/2018–08/2020                       | 08/2020–02/2024                       | seit 02/2024                          | 02/2016–05/2018                       |
| Motorbaureihe | VW EA211                              | VW EA211                              | VW EA211                              | VW EA211 evo                          | VW EA211 evo                          | VW EA211 evo 2                        | VW EA888                              |
| Motorbauart, Zylinder/Ventile | R3/12, Turbolader, Direkteinspritzung | R4/16, Turbolader, Direkteinspritzung | R4/16, Turbolader, Direkteinspritzung | R4/16, Turbolader, Direkteinspritzung | R4/16, Turbolader, Direkteinspritzung | R4/16, Turbolader, Direkteinspritzung | R4/16, Turbolader, Direkteinspritzung |
| Hubraum | 999 cm³                               | 1197 cm³                              | 1395 cm³                              | 1498 cm³                              | 1498 cm³                              | 1498 cm³                              | 1798 cm³                              |
| max. Leistung bei min−1 | 85 kW (115 PS)/5000–5500              | 81 kW (110 PS)/4600–5600              | 110 kW (150 PS)/5000–6000             | 110 kW (150 PS)/5000–6000             | 110 kW (150 PS)/5000–6000             | 110 kW (150 PS)/5000–6000             | 132 kW (180 PS)/5000–6200             |
| max. Drehmoment bei min−1 | 190 Nm/2000–3500                      | 175 Nm/1400–4000                      | 250 Nm/1500–3500                      | 250 Nm/1500–3500                      | 250 Nm/1500–3500                      | 250 Nm/1500–3500                      | 250 Nm/1250–5000                      |
| Antriebsart | Vorderradantrieb                      | Vorderradantrieb                      | Vorderradantrieb                      | Vorderradantrieb                      | Vorderradantrieb                      | Vorderradantrieb                      | Vorderradantrieb                      |
| Getriebe, serienmäßig | 6-Gang-Schaltgetriebe                 | 6-Gang-Schaltgetriebe                 | 6-Gang-Schaltgetriebe                 | 6-Gang-Schaltgetriebe                 | 6-Gang-Schaltgetriebe                 | 6-Gang-Schaltgetriebe                 | 7-Gang-DSG                            |
| Getriebe, optional | –                                     | –                                     | 7-Gang-DSG                            | 7-Gang-DSG                            | 7-Gang-DSG                            | 7-Gang-DSG                            | –                                     |
| Leergewicht | 1460 kg                               | 1436 kg                               | 1454 kg (1478 kg)                     | 1490 kg (1505 kg)                     | 1500 kg (1515 kg)                     | 1520 kg (1521 kg)                     | (1541 kg)                             |
| zul. Gesamtgewicht | 2050 kg                               | 2060 kg                               | 2050 kg (2100 kg)                     | 2090 kg (2110 kg)                     | 2100 kg (2110 kg)                     | 2110 kg (2120 kg)                     | (2130 kg)                             |
| Zuladung | 699 kg                                | 699 kg                                | 671 kg (697 kg)                       | 675 kg (680 kg)                       |                                       |                                       | (664 kg)                              |
| Höchstgeschwindigkeit | 191 km/h                              | 189 km/h                              | 209 km/h                              | 209 km/h                              | 209 km/h                              | 209 km/h                              | (218 km/h)                            |
| Beschleunigung, 0–100 km/h | 11,3 s                                | 11,3 s                                | 8,9 s                                 | 8,9 s                                 | 8,9 s                                 | 8,9 s                                 | (8,3 s)                               |
| Kraftstoffverbrauch auf 100 km (kombiniert) | 5,5 l Super                           | 5,5–5,6 l Super                       | 5,6–5,8 l Super (5,4–5,6 l Super)     | 5,5–5,6 l Super (5,6 l Super)         | 5,5–5,9 l Super (5,4–5,5 l Super)     | 6,4 l Super (6,3–7,0 l Super)         | (6,1–6,2 l Super)                     |
| CO2-Emissionen | 125 g/km                              | 126–130 g/km                          | 130–135 g/km (125–129 g/km)           | 125–128 g/km (126–127 g/km)           | 126–134 g/km (123–127 g/km)           | 147 g/km (144–159 g/km)               | (139–142 g/km)                        |
| Abgasnorm | Euro 6d-TEMP                          | Euro 6b                               | Euro 6b                               | Euro 6d-TEMP                          | Euro 6d                               | Euro 6e                               | Euro 6b                               |
| Die Messwerte beziehen sich auf die fünfsitzige Variante. Die Zuladung enthält den im Leergewicht bereits berücksichtigten Fahrer mit Gepäck von zusammen 75 kg. Werte in runden Klammern ( ) gelten für DSG. |                                       |                                       |                                       |                                       |                                       |                                       |                                       |

### Dieselmotoren
| | 1.6 TDI BMT                                                               | 1.6 TDI BMT                                                               | 2.0 TDI                                                                   | 2.0 TDI                                                                   | 2.0 TDI                                                                   | 2.0 TDI BMT                                                               | 2.0 TDI                                                                   | 2.0 TDI                                                                   | 2.0 TDI                                                                   | 2.0 TDI BMT                                                               | 2.0 TDI                                                                   |
| --- | ------------------------------------------------------------------------- | ------------------------------------------------------------------------- | ------------------------------------------------------------------------- | ------------------------------------------------------------------------- | ------------------------------------------------------------------------- | ------------------------------------------------------------------------- | ------------------------------------------------------------------------- | ------------------------------------------------------------------------- | ------------------------------------------------------------------------- | ------------------------------------------------------------------------- | ------------------------------------------------------------------------- |
| Bauzeitraum | 05/2015–04/2016                                                           | 04/2016–08/2019                                                           | 08/2019–10/2020                                                           | 10/2020–02/2024                                                           | seit 02/2024                                                              | 05/2015–08/2018                                                           | 11/2018–11/2020                                                           | 11/2020–02/2024                                                           | seit 02/2024                                                              | 02/2016–08/2018                                                           | 01/2019–07/2019                                                           |
| Motorbaureihe | VW EA288                                                                  | VW EA288                                                                  | VW EA288                                                                  | VW EA288 evo                                                              | VW EA288 evo                                                              | VW EA288                                                                  | VW EA288                                                                  | VW EA288 evo                                                              | VW EA288 evo                                                              | VW EA288                                                                  | VW EA288                                                                  |
| Motorbauart, Zylinder/Ventile | R4/16, Turbolader, Common-Rail-Einspritzung, Dieselrußpartikelfilter, SCR | R4/16, Turbolader, Common-Rail-Einspritzung, Dieselrußpartikelfilter, SCR | R4/16, Turbolader, Common-Rail-Einspritzung, Dieselrußpartikelfilter, SCR | R4/16, Turbolader, Common-Rail-Einspritzung, Dieselrußpartikelfilter, SCR | R4/16, Turbolader, Common-Rail-Einspritzung, Dieselrußpartikelfilter, SCR | R4/16, Turbolader, Common-Rail-Einspritzung, Dieselrußpartikelfilter, SCR | R4/16, Turbolader, Common-Rail-Einspritzung, Dieselrußpartikelfilter, SCR | R4/16, Turbolader, Common-Rail-Einspritzung, Dieselrußpartikelfilter, SCR | R4/16, Turbolader, Common-Rail-Einspritzung, Dieselrußpartikelfilter, SCR | R4/16, Turbolader, Common-Rail-Einspritzung, Dieselrußpartikelfilter, SCR | R4/16, Turbolader, Common-Rail-Einspritzung, Dieselrußpartikelfilter, SCR |
| Hubraum | 1598 cm³                                                                  | 1598 cm³                                                                  | 1968 cm³                                                                  | 1968 cm³                                                                  | 1968 cm³                                                                  | 1968 cm³                                                                  | 1968 cm³                                                                  | 1968 cm³                                                                  | 1968 cm³                                                                  | 1968 cm³                                                                  | 1968 cm³                                                                  |
| max. Leistung bei min−1 | 81 kW (110 PS)/3200–4000                                                  | 85 kW (115 PS)/3250–4000                                                  | 85 kW (115 PS)/3250–4000                                                  | 90 kW (122 PS)/3250–4000                                                  | 90 kW (122 PS)/3250–4000                                                  | 110 kW (150 PS)/3500–4000                                                 | 110 kW (150 PS)/3500–4000                                                 | 110 kW (150 PS)/3500–4000                                                 | 110 kW (150 PS)/3500–4000                                                 | 140 kW (190 PS)/3500–4000                                                 | 140 kW (190 PS)/3500–4000                                                 |
| max. Drehmoment bei min−1 | 250 Nm/1500–3000                                                          | 250 Nm/1500–3250                                                          | 300 Nm/1600–2500                                                          | 320 Nm/1700–2500                                                          | 320 Nm/1600–2500                                                          | 360 Nm/1600–2750                                                          | 360 Nm/1600–2750                                                          | 360 Nm/1600–2750                                                          | 360 Nm/1600–2750                                                          | 400 Nm/1900–3300                                                          | 400 Nm/1900–3300                                                          |
| Antriebsart | Vorderradantrieb                                                          | Vorderradantrieb                                                          | Vorderradantrieb                                                          | Vorderradantrieb                                                          | Vorderradantrieb                                                          | Vorderradantrieb                                                          | Vorderradantrieb                                                          | Vorderradantrieb                                                          | Vorderradantrieb                                                          | Vorderradantrieb                                                          | Vorderradantrieb                                                          |
| Getriebe, serienmäßig | 6-Gang-Schaltgetriebe                                                     | 6-Gang-Schaltgetriebe                                                     | 6-Gang-Schaltgetriebe                                                     | 6-Gang-Schaltgetriebe                                                     | 6-Gang-Schaltgetriebe                                                     | 6-Gang-Schaltgetriebe                                                     | 6-Gang-Schaltgetriebe                                                     | 7-Gang-DSG                                                                | 7-Gang-DSG                                                                | 6-Gang-DSG                                                                | 7-Gang-DSG                                                                |
| Getriebe, optional | 7-Gang-DSG                                                                | 7-Gang-DSG                                                                | 7-Gang-DSG                                                                | –                                                                         | –                                                                         | 6-Gang-DSG                                                                | 7-Gang-DSG                                                                | –                                                                         | –                                                                         | –                                                                         | –                                                                         |
| Leergewicht | 1539 kg (1560 kg)                                                         | 1539 kg (1560 kg)                                                         | 1585 kg (1615 kg)                                                         | 1585 kg                                                                   | 1589 kg                                                                   | 1552 kg (1571 kg)                                                         | 1590 kg (1620 kg)                                                         | (1632 kg)                                                                 | (1631 kg)                                                                 | (1615 kg)                                                                 | (1645 kg)                                                                 |
| zul. Gesamtgewicht | 2160 kg                                                                   | 2130 kg                                                                   | 2180 kg (2210 kg)                                                         | 2180 kg                                                                   | 2180 kg (2200 kg)                                                         | 2190 kg                                                                   | 2190 kg (2220 kg)                                                         | (2230 kg)                                                                 | (2240 kg)                                                                 | (2230 kg)                                                                 | (2240 kg)                                                                 |
| Zuladung | 696 kg (675 kg)                                                           | 686 kg (675 kg)                                                           | 670 kg                                                                    |                                                                           |                                                                           | 703 kg (704 kg)                                                           | 675 kg                                                                    | (673 kg)                                                                  |                                                                           | (700 kg)                                                                  | (700 kg)                                                                  |
| Höchstgeschwindigkeit | 187 km/h                                                                  | 190 km/h                                                                  | 191 km/h (188 km/h)                                                       | 195 km/h                                                                  | 196 km/h                                                                  | 208 km/h (206 km/h)                                                       | 208 km/h (206 km/h)                                                       | (205 km/h)                                                                | (206 km/h)                                                                | (220 km/h)                                                                | (220 km/h)                                                                |
| Beschleunigung, 0–100 km/h | 11,9 s                                                                    | 11,4 s                                                                    | 11,5 s                                                                    | 10,8 s                                                                    | 10,8 s                                                                    | 9,3 s                                                                     | 9,3 s                                                                     | (9,3 s)                                                                   | (9,3 s)                                                                   | (8,2 s)                                                                   | (8,2 s)                                                                   |
| Kraftstoffverbrauch auf 100 km (kombiniert) | 4,4–4,5 l Diesel (4,2–4,4 l Diesel)                                       | 4,4–4,7 l Diesel (4,1–4,5 l Diesel)                                       | 4,5–4,6 l Diesel (4,5–4,8 l Diesel)                                       | 4,4–4,6 l Diesel                                                          | 5,1–5,7 l Diesel                                                          | 4,5–4,7 l Diesel (4,6–4,8 l Diesel)                                       | 4,6–4,7 l Diesel (4,8–4,9 l Diesel)                                       | (4,6 l Diesel)                                                            | (5,3–5,8 l Diesel)                                                        | (4,7–4,8 l Diesel)                                                        | (4,8 l Diesel)                                                            |
| CO2-Emissionen | 115–118 g/km                                                              | 117–121 g/km (109–117 g/km)                                               | 119–121 g/km (119–126 g/km)                                               | 116–121 g/km                                                              | 133–149 g/km                                                              | 118–121 g/km (120–124 g/km)                                               | 122–123 g/km (127–129 g/km)                                               | (121 g/km)                                                                | (139–153 g/km)                                                            | (122–125 g/km)                                                            | (125 g/km)                                                                |
| Abgasnorm | Euro 6b                                                                   | Euro 6b                                                                   | Euro 6d-TEMP                                                              | Euro 6d                                                                   | Euro 6e                                                                   | Euro 6b                                                                   | Euro 6d-TEMP                                                              | Euro 6d                                                                   | Euro 6e                                                                   | Euro 6b                                                                   | Euro 6d-TEMP                                                              |
| Die Messwerte beziehen sich auf die fünfsitzige Variante. Die Zuladung enthält den im Leergewicht bereits berücksichtigten Fahrer mit Gepäck von zusammen 75 kg. Werte in runden Klammern ( ) gelten für DSG. |                                                                           |                                                                           |                                                                           |                                                                           |                                                                           |                                                                           |                                                                           |                                                                           |                                                                           |                                                                           |                                                                           |

## Zulassungszahlen in Deutschland
|  |

|  |

|  |

|  |

|  |

|  |

|  |

|  |

|  |

|  |

|  |

|  |

|  |

|  |

|  |

|  |

|  |

|  |

|  |

|  |

|  |

|  |

|  |

|  |

|  |

|  |

|  |

|  |

|  |

|  |

|  |

|  |

|  |

|  |

|  |

|  |

|  |

|  |

|  |

|  |

|  |

|  |

|  |

|  |

|  |

|  |

|  |

|  |

|  |

|  |

|  |

|  |

|  |

|  |

|  |

|  |

|  |

|  |

|  |

|  |

|  |

|  |

|  |

|  |

|  |

|  |

|  |

|  |

|  |

|  |

|  |

|  |

|  |

|  |

|  |

|  |

|  |

|  |

|  |

|  |

|  |

|  |

|  |

|  |

|  |

|  |

|  |

|  |

|  |

|  |

|  |

|  |

|  |

|  |

|  |

|  |

|  |

|  |

|  |

|  |

|  |

|  |

|  |

|  |

|  |

|  |

|  |

|  |

|  |

|  |

|  |

|  |

|  |

|  |

|  |

|  |

|  |

|  |

|  |

|  |

|  |

|  |

|  |

|  |

|  |

|  |

|  |

|  |

|  |

|  |

|  |

|  |

|  |

|  |

|  |

|  |

|  |

|  |

|  |

|  |

|  |

|  |

|  |

|  |

|  |

|  |

|  |

|  |

|  |

|  |

|  |

|  |

|  |

|  |

|  |

|  |

|  |

|  |

|  |

|  |

|  |

|  |

|  |

|  |

|  |

|  |

|  |

|  |

|  |

|  |

|  |

|  |

|  |

|  |

|  |

|  |

|  |

|  |

|  |

|  |

|  |

|  |

|  |

|  |

|  |

|  |

|  |

|  |

|  |

|  |

|  |

|  |

|  |

|  |

|  |

|  |

|  |

|  |

|  |

|  |

|  |

|  |

|  |

|  |

|  |

|  |

|  |

|  |

|  |

|  |

|  |

|  |

|  |

|  |

|  |

|  |

|  |

|  |

|  |

|  |

|  |

|  |

|  |

|  |

|  |

|  |

|  |

|  |

|  |

|  |

|  |

|  |

|  |

|  |

|  |

|  |

|  |

|  |

|  |

|  |

|  |

|  |

|  |

|  |

|  |

|  |

|  |

|  |

|  |

|  |

|  |

|  |

|  |

|  |

|  |

|  |

|  |

|  |

|  |

|  |

|  |

|  |

|  |

|  |

|  |

|  |

|  |

|  |

|  |

|  |

|  |

|  |

|  |

|  |

|  |

|  |

|  |

|  |

|  |

|  |

|  |

|  |

|  |

|  |

|  |

|  |

|  |

|  |

|  | Benziner (120.512) |

|  | Benziner (120.512) |

|  | Diesel (157.703) |

|  | Diesel (157.703) |